# Willy Langkeit

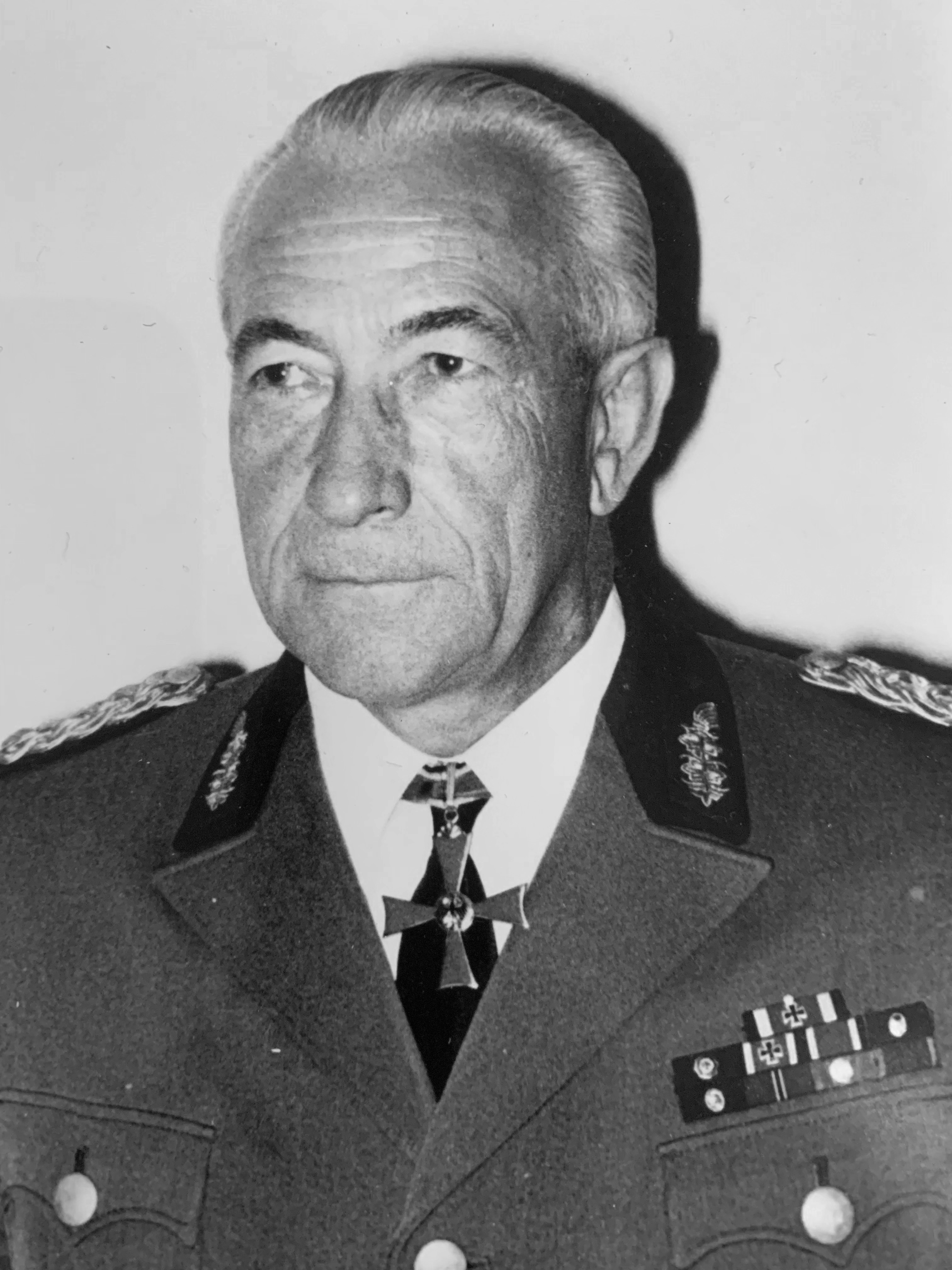
Brigadegeneral Willy Langkeit 1967

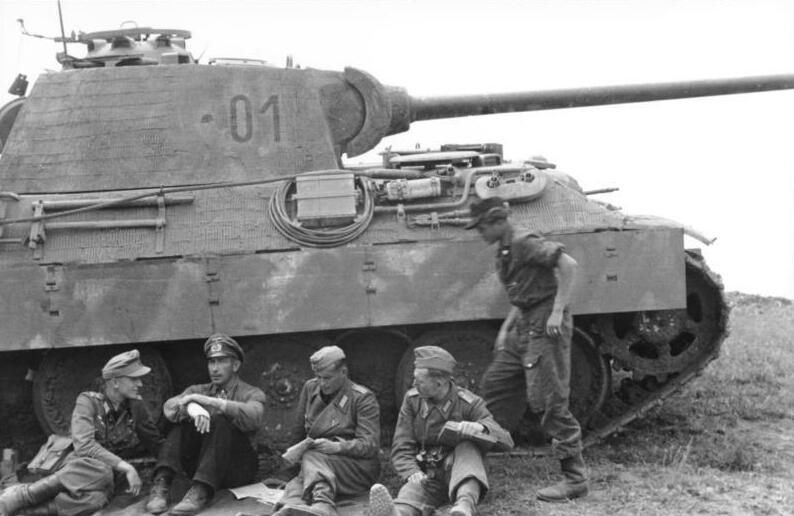
Langkeit (2 v. l.) mit Panzerbesatzung (1944)

Willy Langkeit (* 2. Juni 1907 in Czukten im Kreis Oletzko, Ostpreußen; † 27. Oktober 1969 in Bad Bramstedt) war ein deutscher Offizier, zuletzt Brigadegeneral im Bundesgrenzschutz.

## Leben
1924 trat Langkeit in die Reichswehr ein. Er diente bis 1934 in der Kraftfahrabteilung 1 in Königsberg, bis er zur Panzertruppe wechselte. Ab April 1934 bis Oktober 1935 leitete Langkeit Unterführer-Lehrgänge der Panzerabwehrtruppe im Wehrkreiskommando I (Ostpreußen).
Ab 1935 begann er als Kompaniechef der Panzerjäger-Abteilung „Allenstein“ und wechselte 1938 als Chef der 8. Kompanie im Panzer-Regiment 36 der 4. Panzer-Division nach Schweinfurt. 1941 wurde das Panzer-Regiment 36 an die 14. Panzer-Division abgegeben. Mit dem Panzer-Regiment 36 nahm Langkeit teil am Überfall auf Polen (1939), Westfeldzug (1940) und am Russlandfeldzug (ab 1941). 1943 wurde er aus dem Kessel von Stalingrad ausgeflogen.
Am 1. März 1944 wurde Oberst Langkeit Kommandeur des Panzer-Regiments „Großdeutschland“. Er führte das Panzerregiment der Division Großdeutschland während der Kämpfe in Rumänien, Kurland und Ostpreußen bis Oktober 1944. Nach Genesung von seiner am 15. Oktober 1944 erlittenen schweren Verwundung während der Kämpfe bei Schaulen wurde er Ende 1944 Kommandeur der Ersatz-Brigade „Großdeutschland“. Dieser Verband agierte als Kampfgruppe im östlichen Brandenburg zwischen Warthe und Oder, im Raum Sternberg und Frankfurt (Oder). Die Kampfgruppe wurde 1945 zu einer vollwertigen Panzergrenadierdivision aufgefüllt, litt aber unter dem damals verbreiteten Mangel an Treibstoff, Munition, Nahrungsmitteln, Transportmitteln, Ersatzteilen und vielem mehr.
Als Kommandeur der neu aufgestellten Panzergrenadier-Division „Kurmark“ kämpfte er mit seiner Truppe Anfang 1945 zwischen Küstrin und Frankfurt (Oder). Im Laufe der schweren Kämpfe der Schlacht um Berlin wurde die Panzergrenadierdivision nach Süden in den Raum Halbe und Märkisch-Buchholz abgedrängt. Dort geriet der Verband in den Kessel von Halbe. Er konnte aber ausbrechen und erreichte im Mai 1945 die Elbe. Hier ging Langkeit als Generalmajor mit den Resten der Panzergrenadierdivision in die US-amerikanische Kriegsgefangenschaft.
Nach Entlassung aus der Kriegsgefangenschaft arbeitete Langkeit als Autovertreter und ab 1951 beim Bundesgrenzschutz (BGS). Beim BGS stieg er bis zum Brigadegeneral (1965) auf. Er lebte in Schleswig-Holstein und starb 1969 in Bad Bramstedt.

## Beförderungen
Nur Reichswehr und Wehrmacht
- Unteroffizier 1. Juni 1930
- Feldwebel 1. April 1933
- Leutnant 1934
- Oberleutnant 1934
- Hauptmann 1. Januar 1938
- Major 1. Januar 1942
- Oberstleutnant 1. Dezember 1942
- Oberst 1. Dezember 1943
- Generalmajor 20. April 1945

## Auszeichnungen
- Eisernes Kreuz (1939) II. und I. Klasse
- Deutsches Kreuz in Gold am 1. Juli 1942[4]
- Ritterkreuz des Eisernen Kreuzes mit Eichenlaub[4]
  - Ritterkreuz am 9. Dezember 1942
  - Eichenlaub am 7. Dezember 1943 (348. Verleihung)
- Militärorden Michael der Tapfere III. Klasse im Jahre 1944
- Panzerkampfabzeichen, IV. Stufe mit Einsatzzahl 75 im Jahre 1945
- Großes Bundesverdienstkreuz (18. Mai 1967)[5]